# مارینه کاراپتیان
مارینه کاراپتیان (ارمنی: Մարինե Կարապետյան; انگلیسی: Marine Karapetyan؛ زادهٔ ۳ مارس ۱۹۹۱) بازیکن فوتبال در پست هافبک اهل ارمنستان است.

## تیم ملی
وی همچنین در تیم ملی فوتبال زنان ارمنستان بازی کرده است. کاراپتیان نخستین بازی ملی خود در چهارچوب مقدماتی جام جهانی فوتبال زنان ۲۰۱۱ در تاریخ ۱۹ سپتامبر ۲۰۰۹ در ایروان در مقابل فنلاند انجام داده است.